# Alberto Ferrario
Alberto Ferrario (Genova, 23 giugno 1904 – Cameri, 10 settembre 1943) è stato un aviatore e militare italiano.
Ufficiale della Regia Aeronautica, prese parte alle operazioni di controguerriglia in Africa Orientale Italiana dove fu decorato con la Medaglia d'argento al valor militare. durante la seconda guerra mondiale prese parte alla Battaglia d'Inghilterra operando in seno al C.A.I., e poi fu comandante del 50º Gruppo del 16º Stormo Bombardamento Terrestre e infine dell'aeroporto di Cameri.

## Biografia
Nato a Genova il 23 giugno 1904, figlio di Federico e Maria Montuoro.
Dopo aver conseguito il diploma di ragioniere nel 1923 entrò presso il Centro scuola aviazione di Capua, dove l'anno successivo conseguì il brevetto di pilota militare, assumendo il grado di sottotenente di complemento. Nel 1928 iniziò a frequentare la Regia Accademia Aeronautica di Caserta, al termine della quale entrò in servizio permanente effettivo presso la Regia Aeronautica.
Tra il 1932 e il 1934 prestò servizio in Tripolitania, Africa settentrionale italiana e dal 1936 al 1938 in Africa Orientale dove fu decorato con la Medaglia d'argento al valor militare per le attività di controguerriglia. Nel corso del 1938 rientrò in Italia, assegnato dapprima all'aeroporto di Bresso e, dal 1º aprile 1940 all'aeroporto militare di Cameri.
Dopo l'entrata in guerra dell'Italia, il 10 giugno 1940, partecipò alla campagna contro la Francia, e successivamente entrò in servizio nel Corpo Aereo Italiano destinato a cooperare con la Luftwaffe nella campagna contro la Gran Bretagna. Venne successivamente trasferito a Lonate Pozzolo e poi allo Stato maggiore della Regia Aeronautica di Roma.
Tornato a Cameri il 21 giugno 1943, assume il comando del 50º Gruppo del 16º Stormo Bombardamento terrestre equipaggiato con i bombardieri CANT Z.1007 Alcione, e infine dell'intero aeroporto il 21 agosto dello stesso anno, con il grado di tenente colonnello, sostituendo il parigrado Francesco De Grandi.

### Il rifiuto della resa
Dopo l'armistizio dell'8 settembre 1943, le truppe tedesche appartenenti alla 1. SS-Panzer-Division "Leibstandarte SS Adolf Hitler" giunsero all'aeroporto dopo aver occupato la città di Novara. Il Generale di divisione Amedeo Sorrentino, comandante della piazza di Novara, da cui dipendeva la 2ª Divisione fanteria "Sforzesca", aveva consegnato la città senza combattere, nonostante avesse a disposizione almeno diecimila uomini. Ferrario, incontrato il reparto tedesco alle 16:30, per non ammainare la bandiera e consegnarsi nelle loro mani alle 20:30 del 10 settembre si tolse la vita sul tetto della palazzina dove era alzata la bandiera italiana. La mattina del giorno successivo la salma fu prelevata con un'auto dei pompieri e tumulata in una tomba messa a disposizione dal comune di Cameri, senza cerimonia funebre. Qualche tempo dopo arrivarono alcuni familiari da Genova che portarono via il corpo, traslandolo nella città ligure.